# Скрімін Джей Гокінс
Скрімін Джей Гокінс (англ. Screamin' Jay Hawkins, справжнє ім'я Jalacy J.Hawkins; 18 липня 1929 — 12 лютого 2000) — афроамериканський музикант рок-н-ролу і ритм-енд-блюзу, співак, автор пісень. Один із найвідоміших і найвпливовіших американських музикантів 1950-х років, чий потужний оперний вокал, надзвичайно ексцентрична, театралізована манера виконання власних пісень і використання в своїй творчості гротескної макабричної естетики і чорного гумору зробили помітний вплив на рок- і поп-музику. Деякими дослідниками визнається як праотець і піонер стилю шок-рок. 
В 1956 написав і записав пісню «I Put a Spell on You», яку потім винконували Ніна Сімон, Creedence Clearwater Revival, Marilyn Manson, Annie Lennox, Браян Феррі, Chaka Khan, The Animals, Manfred Mann та інші й увійшла в 500 кращих пісень всіх часів від Rolling Stone